# Календарь ма(й)я
«Календарь ма(й)я» — российский полнометражный приключенческий фильм 2022 года, снятый Викторией Фанасютиной по одноимённой книге Виктории Ледерман.

## Сюжет
23 мая 1972 года. Ночью молодой археолог Денис решает подшутить над своими коллегами и ложится в саркофаг, чтобы утром выскочить из него. Он поправляет крышку с символами, а на следующий день пропадает.
Проходит 50 лет. 6 «А» класс отправляется на археологические раскопки. Глеб Елизаров пишет на древнем камне сегодняшнюю дату — «23.05». Дома Елизаров теряет связь со своим отцом. Юра Карасёв смотрит на фотографии с дедом и скучает по тем временам. Лену Зюзину по возвращении ждёт бардак, устроенный тремя братьями и сестрой.
Среда, 22 мая. Ребята не понимают, что происходит. Их зовут на урок истории, который был вчера. Были доказательства того, что сегодня не пятница, а среда. Все, кроме Глеба, Юры и Лены, уверены в этом.
Вторник, 21 мая. Они понимают, что происходит что-то странное, однако у них нет времени поговорить. Ребята пользуются тем, что помнят прошлое. Лену Зюзину сбивает машина, в больнице она оказывается вся в гипсе.
Понедельник, 20 мая. Лена Зюзина узнаёт, что всё происходит из-за даты, которую написал Глеб Елизаров, и предполагает, что таким образом камень им мстит.
Ребята незаметно оказываются на месте раскопок. Глеб подходит к камню и замечает, что нет той даты, которую он написал на четыре дня вперёд. В магазине Лена объясняет Юре, что её отца посадили в тюрьму из-за того, что он хотел заработать побольше денег для семьи. Рядом с Дворцовым мостом Елизаров говорит Зюзиной и Карасёву, что по его вине был запущен «обратный календарь».
Наступает день, когда должен был умереть дед Юры, — среда 8 мая. Лена уговаривает Глеба попросить помощь у врача Веры, однако даже помощь Веры не помогает спасти жизнь старика.
Ребята решают сфотографировать символы на камне и показать их деду Юры. Для этого они устраиваются работать волонтёрами. Глеб успевает незаметно сфотографировать символы. По дороге на конференцию археологов их ловят полицейские. Глеб придумывает план, как освободиться: он отвлекает полицейских просмотром футбола. Благодаря его плану ребята незаметно сбегают, однако ни дед Юры, ни археологи не помогли расшифровать символы.
Ребята знакомятся с Денисом, который соглашается им помочь. Карасёв находит зацепку, как разорвать «обратный календарь»: Глебу нужно написать будущую дату на камне.
Глеб просыпается 23 мая и радуется тому, что оказался в настоящем времени. Он приходит в школу и мирится с Леной и Юрой, однако они не понимают, о чём он говорит. В 1972 году Денис возвращается и объясняет своим коллегам, что целый год был в будущем. Вечером 24 мая Юра и Лена говорят Глебу, что день жили в обратном направлении.

## Роли исполняют

### В главных ролях
- Данила Уютов — Глеб Елизаров
- Милана Копничева — Лена Зюзина
- Руслан Паньшин — Юра Карасёв
- Анна Уколова — Клара Борисовна
- Фёдор Добронравов — дед Юры
- Равшана Куркова — Вера Грачёва
- Юрий Батурин — папа Глеба
- Сергей Горошко — Денис
- Раиса Рязанова — баба Липа
- Анна Алексахина — Ольга Ивановна, бабушка Юры

### В ролях
- Павел Исайкин — водитель
- Сергей Шоколов — Роман Степанович
- Даниил Слуцкий — Игорь
- Андрей Мокеев — учитель труда
- Василий Реутов — учитель литературы
- Алексей Манцыгин — учитель физкультуры
- Михаил Гаврилов — дежурный в участке
- Дмитрий Калач — дежурный в участке
- Сергей Липовский — молодой лейтенант
- Мирон Лебедев — Серый

### Семья Зюзиных
- Мирослав Харин — Вова
- Иван Тимофеев — Андрейка
- Матвей Бурмистров — Саша
- Валерия Рустамова — Анютка

### Одноклассники
- Влад Фельдман — Мухин
- Игорь Усачев — Загоркин
- Николай Попов — Семак
- Ева Питке — Соня Трачук
- Никита Жикоренцев — Овчеренко
- Елизавета Бисиркина — Дорошевич
- София Бениова — Текаева
- Валентина Кузьмина — Коростылёва
- Елизавета Сударушкина — Сударушкина
- Виктория Ельчанинова — Громова

### В эпизодах
- Надежда Кочерова
- Анастасия Жукова
- Ольга Безденежных
- Вячеслав Григорьев
- Наталия Валькович
- Татьяна Фирсова
- Валерий Кувакин
- Владимир Космидайло

### Школьники
- Алиса Дворяникова
- Елена Вихристок
- Софья Вихристок
- Алеся Гаевская
- Василиса Куракина
- Дмитрий Матвеев
- Никита Белый
- Михаил Горбунов
- Ростислав Харин
- Матвей Карпов
- Кирилл Зубков
- Софья Щур
- Павел Соболев
- Серафима Соболева
- Анастасия Масловская
- Анастасия Новикова
- Алейна Кыраклы
- Альмира Кыраклы
- Берк Кыраклы
- Оксана Чабаненко
- Яра Курявская
- Павел Тарабанов
- Вера Селиванова
- Даниэль Роддригез Фиретти
- Алёна Зорина
- Илья Романов
- Ксения Романова
- Илья Стрельников
- Диана Колесникова
- Мария Свинковая
- Жанна Доценко
- Ая Евлоева

### Археологи
- Георгий Гаевский
- Александр Петров
- Иван Басов
- Алиса Журавская
- Пётр Ерышев
- Алексей Дубов
- Нодари Зедгенидзе
- Борислав Гаевский
- Алексей Седов
- Иван Митновецкий
- Елена Крестьянцева
- Юрий Носиков
- Александр Люйсе
- Сергей Демидов
- Станислав Радзевич
- Виктор Ефремов
- Николай Селиванов
- Мария Ушакова
- Станислав Лельхов
- Эдуард Цензор
- Юрий Потапенко
- Михаил Локшин
- Сергей Горбачов
- Сергей Проскуряков
- Александр Бобров
- Александр Казенкин
- Пётр Носов
- Роберт Мухлисов
- Михаил Червинский
- Никита Романов
- Виталий Куприянов
- Андрей Елов
- Али Абдулаев
- Людмила Атюшова
- Владислава Козловская

### Роли озвучивали
- Григорий Маликов
- Александр Шестопалов
- Сергей Юдаев
- Ирина Иваней
- Артём Маликов
- Георгий Черданцев

## Съёмочная группа
- Автор сценария и режиссёр: Виктория Фанасютина
- Оператор: Александр Носовский
- Композиторы: Максим Кошеваров, Александр Маев
- Художник-постановщик: Ксения Демкина
- Монтажёр: Дмитрий Юшин
- Звукорежиссёр: Сергей Синявский
- Художник по костюмам: Елена Гвоздева
- Исполнительные продюсеры: Татьяна Левачева, Артём Демкин
- Генеральные продюсеры: Юрий Обухов, Алексей Рязанцев
- Пост-продакшн продюсер: Алёна Корнеева
- Колорист: Дарья Руденко

## Съёмки
Съёмки фильма велись в Санкт-Петербурге.

## Премьера
Премьерный показ фильма состоялся 22 мая 2022 года в Центральном доме кинематографистов в Москве. Показ фильма также состоялся в крымском лагере «Артек». Фильм вышел в широкий прокат ко Дню знаний — 1 сентября 2022 года. Телевизионная премьера фильма состоялась 10 июня 2023 года по телеканалу «СТС».

## Критика
Фильм получил положительные отзывы в российской прессе.

«Календарь ма(й)я» получился самым запоминающимся и современным. Это кино словно существует здесь и сейчас, но одновременно забрасывает зрителей в сказку, которая делает ровно то, что должна делать сказка, — за полтора часа чуть-чуть меняет зрителей…
— Вероника Скурихина, Киноафиша

Фактически первая и достаточно хорошая попытка перенести сюжет про обратные путешествия во времени на отечественную почву и рассказать его подросткам на понятном им языке.
— Игорь Карев, Аргументы и факты

## Награды
- «В кругу семьи» (2022) — Лучший фильм и Приз зрительских симпатий[7].